# Anyphops hewitti
Anyphops hewitti là một loài nhện trong họ Selenopidae.
Loài này thuộc chi Anyphops. Anyphops hewitti được George Newbold Lawrence miêu tả năm 1940.